# أبو الفضل الكرماني
الكرماني (457 - 543 هـ / 1065 - 1149 م) هو فقيه حنفي انتهت إليه رياسة المذهب بخراسان.
هو ركن الدين أبو الفضل عبد الرحمن بن محمد بن اميرويه بن محمد بن إبراهيم الكرماني الحنفي. ولد بكرمان في شوال سنة 457 هـ، وتلقى العلم بمرو، وتوفى بها في العشرين من ذي القعدة سنة 543 هـ.

## آثاره
من كتبه:
- «شرح الجامع الكبير» للشيباني.
- «الإيضاح في شرح التجريد».
- «التجريد» في الفقه.
- جواهر الفتاوى